# جبل التوباد
جبل التوباد، يقع في مدينة الأفلاج التي تقع بدورها إلى الجنوب الغربي من مدينة الرياض بالسعودية بمسافة 350كم. ويقع جبار تحديدًا بالقرب من قرية الغيل، بوسط وادي المغيال. شهد هذا الجبل قصة حب قيس بن الملوح وابنة عمه ليلى العامرية، وذلك عام خمس وستون من الهجرة في عهد الخليفة الأموي عبد الملك بن مروان.

## ذكره في الشعر
مر به قيس، بعد فراق ليلى وزواجها من وردى الثقفي، أنشد هذه الأبيات:
وقال في الغيل:
وقال أيضاً:
كما نظم أمير الشعراء أحمد شوقي، في مسرحيته الشعرية قيس وليلى، هذه الأبيات على لسان قيس، ومخاطباً جبل التوباد:

## وصلات خارجية
- جبل التوباد..مسرح العشاق وملهم المحبين.